# Roland Martin (politiker)
Per Roland Martin (i riksdagen kallad Martin i Odenstad), född 12 december 1838 i Sankt Nikolai församling, Stockholm, död 6 maj 1925 i Hedvig Eleonora församling, Stockholm, var en svensk advokat och riksdagsman. Han var son till revisionssekreteraren Roland Martin.
Roland Martin skrevs in som student vid Uppsala universitet 1856 och avlade examen till rättegångsverken 1862. År 1863 blev han elev vid Ultuna lantbruksinstitut. Han var auskultant i Svea hovrätt från 1862 och extra ordinarie notarie där från samma år. Han var godsägare i Värmland, där han ägde Odenstad i Gillberga socken, och verkade från 1882 som advokat i Stockholm.
I riksdagen var Martin ledamot av andra kammare under mandatperioden 1870–1872, invald i Gillbergs och Näs häraders valkrets (Värmlands län). Han var ledamot i tillfälligt utskott 1870 och 1871.